# Grenzstein (Quedlinburg)

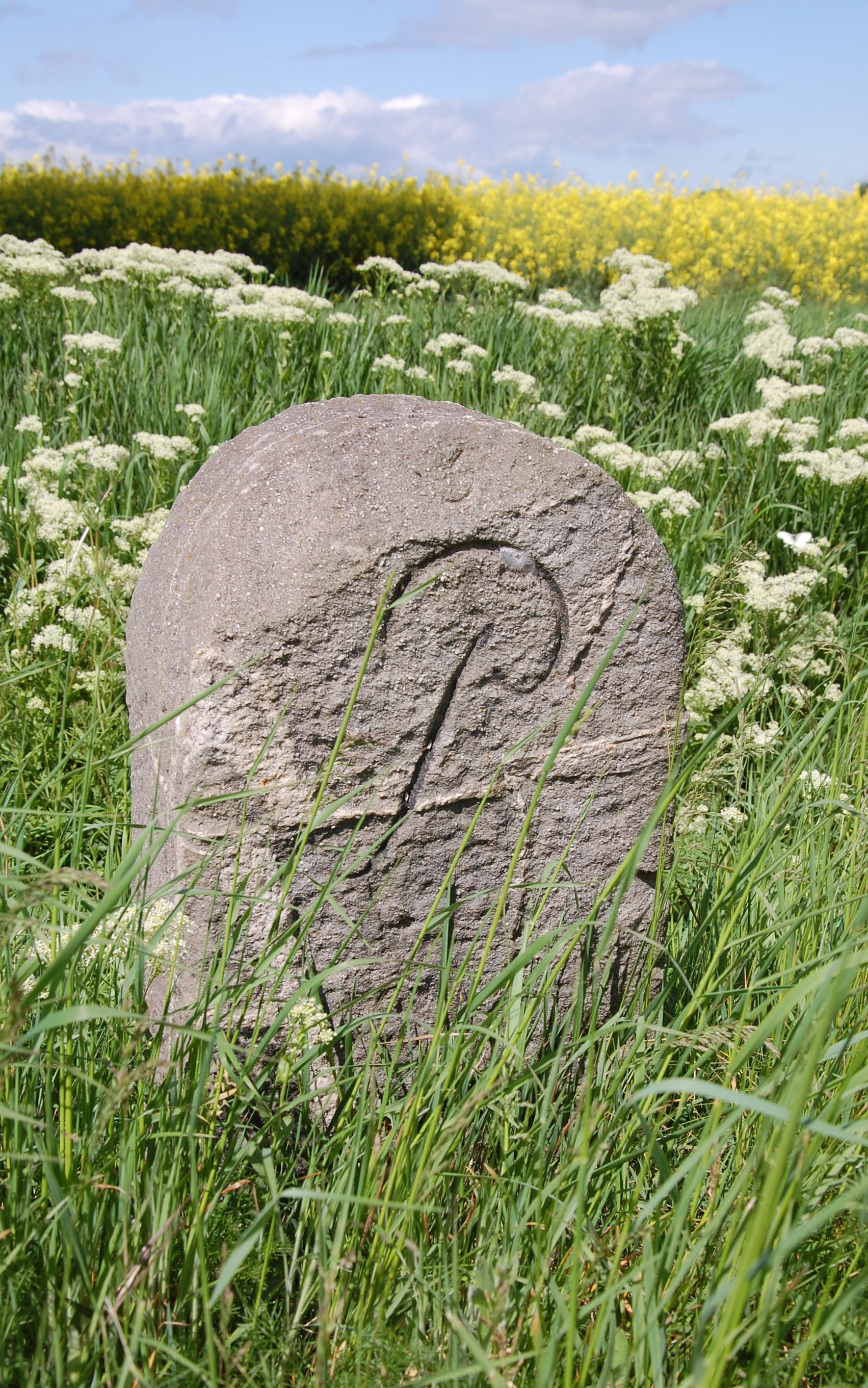
Grenzstein mit dem P für Preußen

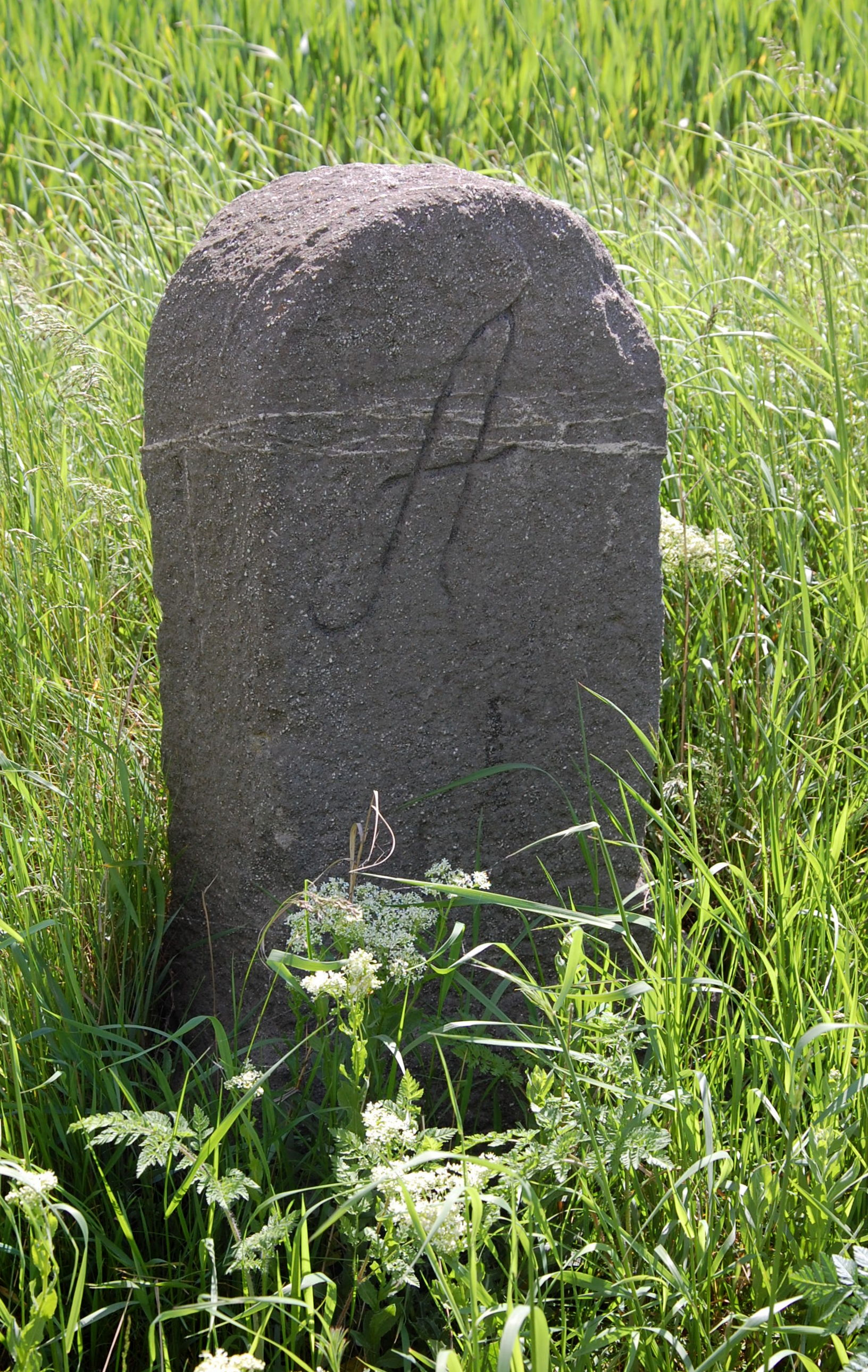
A für Anhalt

Der Grenzstein ist ein denkmalgeschützter Grenzstein in Quedlinburg in Sachsen-Anhalt.

## Lage
Der im Quedlinburger Denkmalverzeichnis eingetragene Grenzstein befindet sich unmittelbar östlich der Landstraße 242 von Quedlinburg nach Gernrode, etwa zwei Kilometer südlich der Ortslage Quedlinburg.

## Anlage und Geschichte
Der Grenzstein markierte die Grenze zwischen Preußen und Anhalt und wurde Anfang des 19. Jahrhunderts errichtet. Er ist etwa 60 cm hoch und am oberen Ende abgerundet. Sein Grundriss ist rechteckig. Auf einer Seite des Steins steht ein A für Anhalt, auf der anderen Seite ein P für Preußen.
Der Stein wird als wichtiges Zeugnis der territorialen Geschichte betrachtet.